# Rue de Jarente
Rue de Jarente je ulice v Paříži v historické čtvrti Marais. Nachází se ve 4. obvodu.

## Poloha
Ulice vede od křižovatky s Rue de Turenne a končí na křižovatce s Rue de Sévigné.

## Historie
V letech 1773–1774 došlo ke zboření kláštera Sainte-Catherine-Val-des-Écoliers. V uvolněném prostoru byly posléze otevřeny nové ulice, mezi nimi v roce 1784 též Rue de Jarente. Louis-François-Alexandre de Sénas d'Orgeval de Jarente (1746–1810), na jehož počest byla ulice pojmenována, byl biskup koadjutor v diecézi Orléans a převor bývalého kláštera. Po roce 1790 byl ústavním biskupem.

## Zajímavé objekty
- dům č. 2: vstup do Impasse de la Poissonnerie, kde se nachází Jarentova fontána.
- dům č. 6: obsahuje dvě propojená nádvoří